# Schlossrued
Schlossrued är en ort och kommun i distriktet Kulm i kantonen Aargau, Schweiz. Kommunen har 873 invånare (2023).